# 잉크 스팟

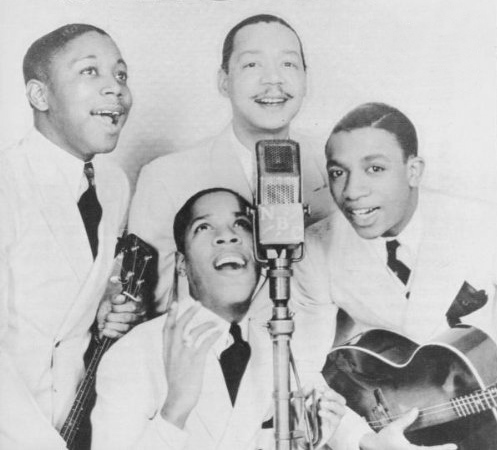

잉크 스팟(The Ink Spots)은 1930년에서 1940년까지 세계적 인기를 모은 미국의 팝 보컬 그룹이다. 이들의 견줄 데 없는 음악성은 리듬 앤 블루스, 로큰롤, 두왑의 탄생의 계제가 되었다. 발라드를 선보임으로써 백인 흑인을 불문하고 폭넓은 지지를 받았다.
1989년 잉크 스팟(빌 케니, 디크 왓슨, 찰리 퓨콰, 호피 존스)은 로큰롤 명예의 전당에 헌액되었다. 1999년에는 보컬 그룹 명예의 전당에 헌액되었다. 1954년의 해체 이후로, 실제 그룹의 성원은 단 한 명도 넣지 않은 채로 백여개가 넘는 보컬 그룹이 "잉크 스팟"을 자칭하며 활동했다. 이같은 그룹들은 대체로 "제2세대" 또는 "제3세대"로 통칭된다.

## 창립 성원
1930년대 초 인디애나폴리스에서 결성됐다. 아래는 창립 성원들.
호피 존스(Hoppy Jones). 본명 올빌 존스(Orville Jones). 1905년 2월 17일 일리노이주 시카고에서 출생, 1994년 10월 18일 뉴욕주 뉴욕 시에서 사망. 베이스를 불렀으며 스탠드업 베이스의 주법으로써 첼로를 연주했다.
디크 왓슨(Deek Watson). 본명 아이보리 존스(Ivory Jones). 1909년 7월 18일 일리노이주 마운드에서 출생, 1969년 11월 4일 워싱턴 D.C.에서 사망. 테너를 불렀으며 테너 기타를 연주했다.
제리 대니얼스(Jerry Daniels). 1915년 12월 14일 출생, 1995년 11월 7일 인디애나주 인디애나폴리스에서 사망. 테너를 불렀으며 기타와 우쿠렐레를 연주했다.
찰리 퓨콰(Charlie Fuqua). 1910년 10월 20일 출생, 1971년 12월 21일 코네티컷주 뉴헤이븐에서 사망. 바리톤 음성의 소유자로서 기타와 테너 기타를 연주했다.

## 초기
1931년 언저리, 데니얼스와 퓨콰는 인디애나폴리스에서 "제리 앤 찰리"를 회명으로 보컬 듀오를 결성한다. 한편, 존스와 왓슨은 "포 리프 브라더스"라는 사중창단의 일원이었다. 이 사중창단은 오하이오주 신시내티의 라디오 방송국 WLW의 정규 출연자였다.
1933년 그룹이 해산되자 왓슨, 데니얼스, 퓨콰가 뭉쳐 "킹, 잭, 제스터"를 자칭하고 보컬, 기악, 코미디 그룹을 조직한다. 역 오하이오 주의 라디오에 정규 출석했으며, 이듬해 존스가 그룹에 합류했다. 1934년 7월 티니 브래드셔의 조력을 받아 뉴욕 시 아폴로 극장에 출연 예약을 성사시킨다. 바로 이때부터 회명을 "더 포 잉크 스팟(The 4 Ink Spots)"으로 개명했다. 이다음 1934년, 잉크 스팟은 잭 힐튼 오케스트라를 대동한 영국 투어를 성황리에 끝냈다. 멜로디 메이커는 다음의 글을 실었다.
| “ | 프로그램의 압권은 유색인종 사중창단으로서, 바로 포 잉크 스팟이다. 이들의 음악성은 가히 밀 브라더스와 더 스리 키의 거중에 있는 듯했다. 테너 기타리스트 세 명과 첼로리스트 한 명으로 구성되었는데, 특히 첼로리스트는, 첼로를 켜지 않되, 흡사 더블베이스처럼 뜯고 때리며 소리 냈다. 그네들의, 치열한 리듬에 관한 천부적 재능은, 끔찍하게 훌륭한 1현(絃) 솔로와 기려히 균형 잡힌 절묘의 구음으로 화하는 것이다. 숫제 독창, 합창, 스캣, 악기 입내 등등 가지가지 리드미컬한 보컬을 선뵈기도 했다. 심지어는 공연을 마칠 즈음이 되자 탯가락을 부리는가 하면, 리드 기타리스트가 제 악기를 연주하는 일변 제 악기로 곡예를 하는, 기예를 뽐내기도 했다. | ” |

첫 취입은 1935년 빅터 레코드에서 있었다. 가파르게 인기가 솟구치던 그룹이었으나 이 초기 음반들은 상업적으로 신통치 못했다. 〈Swingin' On The Strings〉, 〈Your Feet's Too Big〉, 〈Don't 'Low No Swingin' In Here〉, 〈Swing, Gate, Swing〉 등이 여기 그것들.

## 빌 케니의 합류
1936년, 할렘의 사보이 무도회장에서 열린 아마추어 경연대회에서 1등상을 수상한 볼티무어 출신의 21세 빌 케니가 데니얼스를 교체한다. 이로부터 3년 뒤 케니는 본인의 독특한 발라드 가창을 통해 그룹을 세계적인 성공으로 길잡이한다.
1938년, 이태간 그룹에서 활동한 케니가 "높낮음(Top & Bottom)"라는 새로운 형식을 입안한다. 이 형식은 그룹이 보통 공연하여 왔던 "자이브" 곡들과 달리 대개 발라드를 부를 때 사용되는 것이었다. 테너(케니 또는 왓슨)가 코러스 한 파트를 부름으로써 리드하면, 이어서 베이스 가수 존스가 구음하기보다 낭독하다시피 가사를 읊는 식이다. 이 "저음 대화(talking bass)"가 끝나면, 리드 테너가 노래의 남은 부분을 종결까지 부르게 된다. 이 "높낮음" 형식의 가장 이른 예는 1938년의 라디오 방송에 있다. 노래 〈Tune In on My Heart〉를 들어 보면 케니가 곡을 이끌어 부르고, 존스가 저음 대화를 외고 있다.
또, 케니는 1938년경 데카 녹음실에서 처음 단독 녹음을 진행했다. 이 곡, 〈I Wish You the Best of Everything〉은 "높낮음" 형식을 취하지 않지만, 발라드에다 잉크 스팟의 대표적 기타 인트로를 사용하고 있다. 평가는 좋았는데, 음반 판매량, 차트 성적 등에서는 성공적이라고 할 정도는 못 됐다.

### 〈If I Didn't Care〉
1939년 1월 12일, 잉크 스팟은 젊은 작곡가 잭 로렌스가 쓴 발라드를 취입하러 데카 녹음실에 입장했다. 그 발라드 〈If I Didn't Care〉가 무려 1,900장 팔려 치워졌고 마침내는 역사상 열 번째로 가장 팔린 싱글이 된다. 미국 팝 차트에 처음 편입된 잉크 스팟의 음반이기도 했다. 유명세에도 불구하고 〈If I Didn't Care〉는 1위까지 못 가 보고 2위에 몇 주 머무르는 데 그쳤다. 케니가 리드하여 부르고 존스가 "저음 대화"를 외는, 잉크 스팟의 "높낮음" 형식이 스튜디오 음원에 노현된 최초의 예기도 하다. 이 음반으로 성원들은 저마다 $37.50를 받았다. 그런데 음반이 200,000장이나 팔려버리자 데카는 본래의 계약을 파기하고 그 대가로 $3,750를 얹어주었다. 이 음원 덕에 잉크 스팟은 세계적으로 유명해졌고, 그들의 "높낮음" 형식은 "트레이드마크"로 자리잡게 되었다. 1939년에서 해산되던 해인 1954년까지 그들의 거의 모든 곡은 이 형식을 채용하고 있다. 1939년에 한하여 가장 성공된 음반은 더 롬바도, 마크 앤 힐의 발라드 〈Address Unknown〉인데, 잉크 스팟은 이것으로써 미국 팝 차트 1위를 처음 가 봤다. 1939년 〈My Prayer〉, 〈Bless You〉, 〈Memories of You〉, 〈I'm Gettin' Sentimental Over You〉가 또 차트의 정상을 들어앉았다.

## 1940년대
1940년에서 1949년 새 잉크 스팟은 미국 팝 차트에서 30여곡을 등재시켜 그중 18곡을 10위권에 집어넣었다. 1940년 첫 1위를 가져간 곡은, 1940년 녹음한 〈We Three (My Echo, My Shadow and Me)〉가 되었다. 1944년 엘라 피츠제럴드와 동무하여 〈I'm Making Believe〉와 〈Into Each Life Some Rain Must Fall〉를 녹음한다. 양자 모두 빌 케니가 불렀으며 양자 모두 미국 팝 차트 정상에까지 올랐다. 1946년, 〈To Each His Own〉가 미국 팝 차트의 꼭대기를 오른다. 같은 해 빌리 레이드의 소재 〈The Gypsy〉가 정상을 13주 내리 머무르며 잉크 스팟의 최고 성공작이 됐다.
1940년대 미국 팝 차트에서 5위권 내로 진입한 곡은 다음과 같다. 〈When the Swallows Come Back to Capistrano〉 (#4), 〈Maybe〉 (#2), 〈We Three〉 (#1), 〈I Don't Want to Set the World on Fire〉 (#4), 〈Don't Get Around Much Anymore〉 (#2), 〈A Lovely Way to Spend an Evening〉 (#2), 〈I'm Making Believe〉 (#1), 〈Into Each Life Some Rain Must Fall〉 (#1), 〈I'm Beginning to See the Light〉 (#5), 〈The Gypsy〉 (#1), 〈To Each His Own〉 (#1).
1941년, 존 페인과 엘라 페이가 주연한 《미국 최고의 방송》(The Great American Broadcast)에 출연했다. 이 영화에서 잉크 스팟은 객차 짐꾼이 되어 휴게 시간에 노래를 부른다. 극중에서, 후일의 잉크 스팟은 "대성공을 이뤄" 전국 라디오를 대상으로 실황 공연을 펼친다. 영화 속에서 〈If I Didn't Care〉, 〈Alabamy Bound〉, 〈I've Got a Bone to Pick with You〉를 부르는 장면을 찾을 수 있다. 1942년, 애벗과 코스텔로의 영화 《실례합니다 사롱 씨》(Pardon My Sarong)에 출연했다. 이 영화에서는 나이트클럽 가수로 분하여 발라드 〈Do I Worry?〉와 스윙 곡 〈Shout Brother Shout〉를 공연한다.